# Syzeuctus longigenus
Syzeuctus longigenus är en stekelart som beskrevs av Tohru Uchida 1940. Syzeuctus longigenus ingår i släktet Syzeuctus och familjen brokparasitsteklar. Inga underarter finns listade i Catalogue of Life.